# Terry Addison
Terry Addison (* 11. Januar 1946 in Wondai, Queensland) ist ein ehemaliger australischer Tennisspieler.

## Karriere
Terry Addison trat 1966 erstmals bei einem internationalen Turnier in Erscheinung, als er in Wimbledon im Jahr 1966 in der zweiten Runde gegen Cliff Richey in vier Sätzen verlor. Bis 1970 kam er bei professionellen Turnieren im Einzel selten weiter als die zweite Runde. In diesem Jahr erreichte er bei zwei Turnieren das Halbfinale, wobei er in Curaçao gegen Juan Gisbert und im jamaikanischen Kingston gegen Christian Kuhnke verlor. Im Folgejahr unterlag er in Des Moines dem Tschechoslowaken Vladimír Zedník im Halbfinale. Die drei Halbfinalteilnahmen waren seine besten Einzelergebnisse in seiner Karriere. Am höchsten in der Weltrangliste stand er 1973 mit Platz 100 im Einzel.
Im Doppel konnte er größere Erfolge aufweisen, da er einige Finals erreichte. Sein erstes Finale erreichte er mit seinem Landsmann Ray Keldie bei den Australian Open. Im Finale von 1968 mussten sie sich Dick Crealy und Allan Stone geschlagen geben. Dies war seine einzige Finalteilnahme bei einem Grand-Slam-Turnier. Im Folgejahr stand er mit Keldie im Finale von Barcelona, welches sie gegen Manuel Orantes und Patricio Rodríguez verloren. 1972 folgten zwei und 1973 drei Finalteilnahmen im Doppel, die er und sein jeweiliger Partner allesamt nicht gewannen. Nach 1975 trat er bei keinem Turnier auf Profiebene mehr an. Bei Einführung der Doppel-Weltrangliste 1976 stand er nur noch auf Rang 203.
Nach seiner aktiven Karriere leitete Addison den Tennisbereich in einem Tennisresort in Tarpon Springs im US-amerikanischen Bundesstaat Florida.

## Erfolge

### Doppel

#### Finalteilnahmen
| Nr. | Datum            | Turnier         | Belag       | Doppelpartner  | Finalgegner                       | Ergebnis                 |
| --- | ---------------- | --------------- | ----------- | -------------- | --------------------------------- | ------------------------ |
| 1.  | 29. Januar 1968  | Australian Open | Rasen       | Ray Keldie     | Dick Crealy Allan Stone           | 8:10, 4:6, 3:6           |
| 2.  | 18. Mai 1969     | Barcelona       | Sand        | Ray Keldie     | Manuel Orantes Patricio Rodríguez | 10:8, 3:6, 1:6, 7:5, 2:6 |
| 3.  | 16. April 1972   | Québec          | Teppich (i) | John Alexander | Bob Carmichael Ray Ruffels        | 6:4, 3:6, 5:7            |
| 4.  | 2. Dezember 1972 | Johannesburg    | Hartplatz   | Bob Carmichael | John Newcombe Fred Stolle         | 3:6, 4:6                 |
| 5.  | 21. Januar 1973  | Miami           | Hartplatz   | Colin Dibley   | Roy Emerson Rod Laver             | 4:6, 4:6                 |
| 6.  | 4. Februar 1973  | Richmond        | Teppich (i) | Colin Dibley   | Roy Emerson Rod Laver             | 6:3, 3:6, 4:6            |
| 7.  | 1. April 1973    | St. Louis       | Teppich (i) | Colin Dibley   | Ove Bengtson Jim McManus          | 2:6, 5:7                 |